# سیارک ۲۱۵۰۶
سیارک ۲۱۵۰۶ (به انگلیسی: 21506 Betsill، نامگذاری:1998KH30) بیست و یک هزار و پانصد و ششمین سیارک کشف شده‌است که در ۲۲ مه ۱۹۹۸ کشف شد.
قدر مطلق سیارک برابر ۱۲.۹ است.